# Frank Bleichman
Frank Bleichman, właśc. Franciszek Blaichman, Franciszek Blajchman (ur. 11 grudnia 1922 w Kamionce, zm. 27 grudnia 2018 w Nowym Jorku) – członek żydowskiego ruchu oporu w czasie II wojny światowej, funkcjonariusz stalinowskiego aparatu represji w Polsce.

## Życiorys
Urodził się w rodzinie żydowskiego drobnego kupca zbożowego. W 1942 na wieść o przygotowanym przesiedleniu Żydów z Kamionki do getta w Lubartowie uciekł z rodzinnej wsi, i ukrywał się w Kierzkówce u rodziny Aleksandra i Stanisławy Głosów, odznaczonych później Medalem Sprawiedliwych Wśród Narodów świata. W grudniu 1942, lub latem 1943 według innych źródeł, opuściwszy schronienie u Głosów, zorganizował niewielką, kilkuosobową grupę zbrojną, złożoną z ukrywających się Żydów, działającą w okolicznych lasach. Grupa utrzymywała kontakty z lokalną partyzantką komunistyczną. Według niektórych opinii była bandą rabunkową, i jako taka była zwalczana przez polską partyzantkę. Według pamiętnika Bleichmana oddział zamordował m.in. dwóch młodych żołnierzy AK. W 1944 jego oddział, liczący już ok. 25 osób, brał udział w ramach 3 kompanii 5 batalionu im. J. Hołoda w marszu z lasów parczewskich w lasy puławskie i w bitwie pod Rąblowem, po której nastąpił powrót w lasy pod Parczewem. Po wojnie rozpoczął pracę w Urzędzie Bezpieczeństwa, piastując w 1945 stanowisko po. kierownika Wydziału Więzień i Obozów kieleckiego WUBP. Po 1951 emigrował do USA.
W listopadzie 2009 opublikował pamiętnik, Rather Die Fighting: A Memoir of World War II, wydany w sierpniu 2010 w przekładzie polskim przez wydawnictwo Replika, jako Wolę zginąć walcząc. Wspomnienia z II wojny światowej. Książka, zwłaszcza jej polskie wydanie, spotkało się z licznymi głosami krytyki ze strony historyków i środowisk kombatanckich, ze względu zawarte w niej liczne treści określane przez krytyków jako antypolskie i fałszujące historie. Szczególnie dużo protestów wzbudziły oskarżenia AK o współdziałanie z niemieckim okupantem i o programowy antysemityzm. IPN w 2010 wszczął śledztwo w sprawie podejrzenia Bleichmana o popełnienie przestępstw stalinowskich oraz mordowanie członków polskiego ruchu oporu.
W 2019 roku podczas konferencji prasowej przed konferencją nt. Bliskiego Wschodu w Warszawie amerykański sekretarz stanu Mike Pompeo zaprezentował sylwetkę Blaichmana jako świadectwo odporności polskiego narodu i amerykańskiego ideału, że każdy kto ma duże marzenia, może wznieść się na wyżyny, co komentowane było jako wpadka dyplomatyczna.

## Odznaczenia
- Krzyż Walecznych, dwukrotnie – po raz pierwszy w 1945[potrzebny przypis]